# Jägerkamp
Der Jägerkamp ist ein 1746 m ü. NHN hoher Berg in den Schlierseer Bergen, einer Untergruppe des Mangfallgebirgees in den Bayerischen Voralpen.

## Lage und Umgebung
Der Berg liegt östlich des Spitzingsees und südlich von Neuhaus in der Gemeinde Schliersee im Landkreis Miesbach. Im Osten führt ein Grat über den Benzingspitz (1735 m) weiter zur Aiplspitz. Im Süden liegen der Rauhkopf und das ehemalige Skigebiet des Taubensteins. Im Westen wird die Brecherspitze durch den Spitzingsattel getrennt.

## Routen
- nördlicher Anstieg von Aurach über Benzingalm und Jägerbauernalm. Letztere kann auch aus westlicher Richtung durch Querung der Westflanke vom Spitzingsattel oder von der Spitzingstraße erreicht werden.
- südöstlicher Anstieg über die Schnittlauchmoosalm. Diese kann sowohl aus südwestlicher Richtung vom Spitzingsattel als auch aus südlicher Richtung von der Bergstation der Taubensteinbahn erreicht werden.
- Im Winter wird der Jägerkamp häufig im Zuge einer Skitour bestiegen.

## Galerie

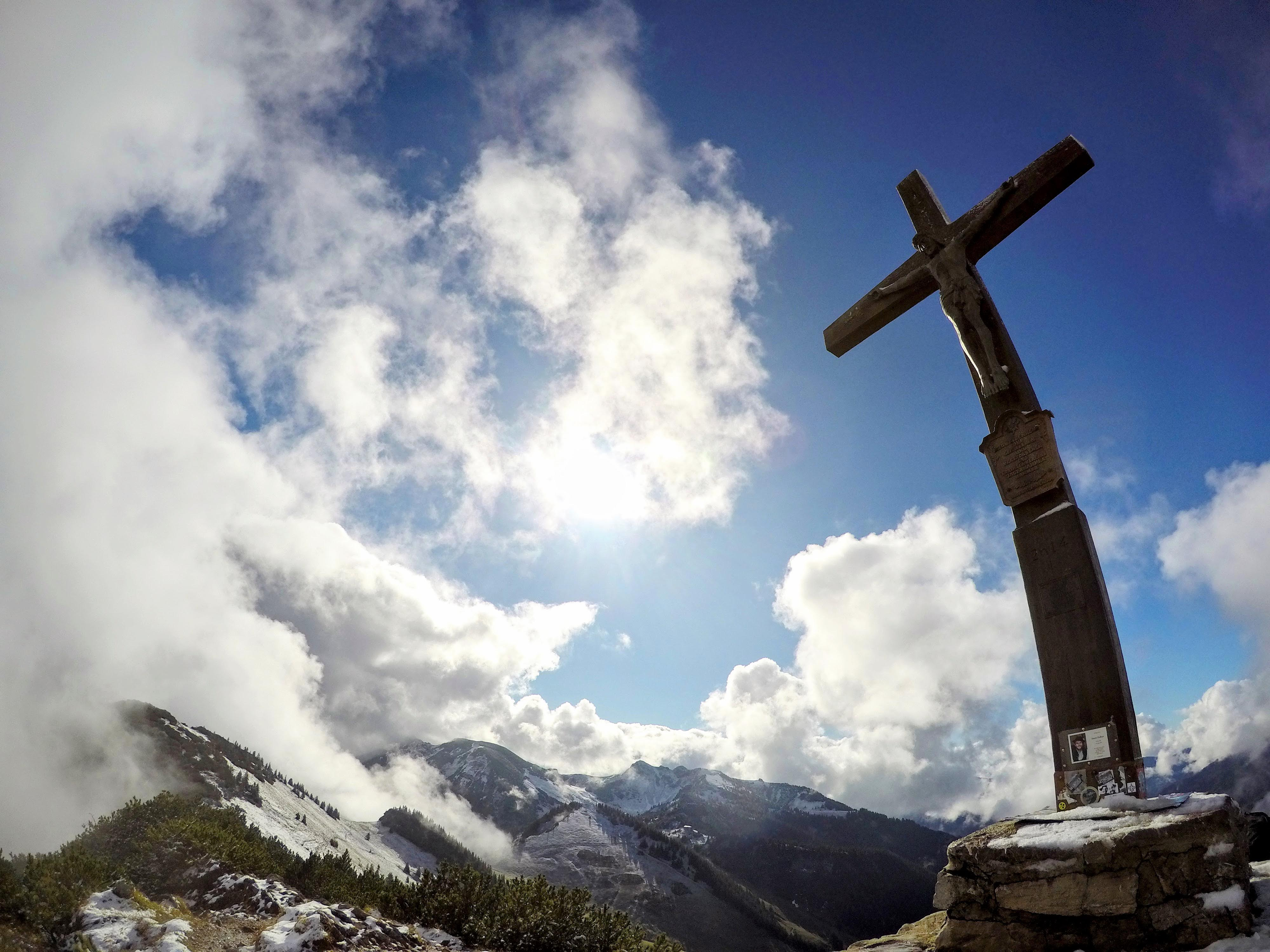
Gipfelkreuz